# إيمي دانيلز
إيمي دانيلز (بالإنجليزية: Amy Daniels)‏ هي لاعبة اتحاد الرغبي أمريكية، ولدت في 8 أغسطس 1980 في هاريسبرج في الولايات المتحدة.